# Абача, Ибрахим
Ибрахим Абача (фр. Ibrahim Abatcha; 1938, Нджамена — 11 февраля 1968, Чад) — мусульманский марксистский политик Чада. Его политическая деятельность началась во время процесса деколонизации Чада, но после обретения страной независимости он был вынужден уехать из страны в связи с ростом авторитаризма первого президента Франсуа Томбалбая. Для свержения Томбалбая он основал в Судане в 1966 году Фронт национального освобождения Чада (ФРОЛИНА). Через два года он был убит в столкновении с армией Чада.

## Биография
Абача родился в 1938 году в Форт-Лами (ныне Нджамена). Он знал французский, английский и арабский язык, но не умел писать на классическом арабском языке, так как не учился в медресе. Он работал клерком в колониальной администрации и профсоюзной организации.
Абача вошёл в политику в 1958 году, став заметной фигурой в Национальном союзе Чада (НСЧ). Членами партии были мусульмане, выступавшие за панафриканизм и социализм. К концу колониального господства Абача был заключён в тюрьму на год. После обретения независимости Чада в 1960 г. Абача выступил против президента Томбалбая. НСЧ, как и другие оппозиционные партии, был запрещён 19 января 1962 года. После этого Абача был на короткое время заключён в тюрьму новым правительством Чада. Из-за сложной политической ситуации в Чаде в 1963 году Абача был отправлен в Аккру (Гана), где позже к нему присоединились другие члены НСЧ Абубакар Джалабо и Махаматом Тахиром Али. Для сохранения единства партии Абача написал программное заявление НСЧ, которое стало ядром официальной программы ФРОЛИНА. В Аккре он получил свою первую военную подготовку и подружился с членами Союза народов Камеруна, которые помогли ему участвовать в конференциях, организуемых международными коммунистическими организациями.
В 1965 году Абача посетил другие африканские столицы в поисках поддержки его проекта по свержению Томбалбая. Первой столицей был Алжир, где его попытки убедить чадских студентов во Франции присоединиться к нему в его борьбе не увенчались успехом. Из Алжира он отправился в Каир, где был создан маленький тайный комитет чадских студентов университета аль-Азхар. Каирские студенты были возмущены тем, что образование, полученное ими в арабских странах, было бесполезно в Чаде, а французский язык был единственным официальным языком в стране. Семеро египетских студентов стали первыми повстанцами, воевавшими вместе с Абачей. В октябре 1965 года Абача посетил Судан. В Судане он нашёл благодатную почву для дальнейшей вербовки повстанцев, так как там проживало много чадских беженцев. Абача сумел привлечь бывших суданских солдат и несколько офицеров, самым известным из которых был Хаджаро Сенусси. Он также связался с Мохамедом Баглани, у которого была связь с первыми чадскими повстанцами и с повстанческими группами Фронта освобождения Чада (ФОЧ).
С 19 по 22 июня 1966 года состоялся конгресс в Ньяле, на котором было объявлено об объединении НСЧ с ФОЧ и создании ФРОЛИНА. Первым Генеральным секретарём был назначен Абача. Лидер ФОЧ, Ахмед Хасан Муса, пропустил конференцию, так как был заключён в тюрьму в Хартуме. Он считал, что Абача сознательно выбрал момент его заключения для организации конференции из опасения численного превосходства ФОЧ над НСЧ. В результате, как только Муса освободился, он порвал с ФРОЛИНА. Это был первый из многих расколов, которые были в истории ФРОЛИНА. Таким образом уже с самого начала своей повстанческой деятельности Абача пришлось столкнуться со внутренней борьбой и антикоммунистической оппозицией в лице Мохамеда Баглани.
В середине 1966 года повстанцы провели несколько молниеносных атак против армии Чада в восточной части страны. Они совершили поездку по деревням для знакомства населения с будущей революцией и призывали молодёжь присоединиться к ФРОЛИНА. Благодаря Абаче, начавшееся в 1965 году крестьянское восстание постепенно превратилось в революционное движение.
11 февраля Ибрахим Абача был убит в столкновении с армией Чада. После его смерти внутрипартийная борьба в НСЧ усилилась, что усложнило организацию повстанческой деятельности.